# Državna cesta D9
Die Državna cesta D9 (kroatisch für ,Nationalstraße D9‘) ist eine Nationalstraße in Kroatien. Sie ist zugleich Teil der Europastraße 73 und führt in Anschluss an die von Mostar kommende M17 (Bosnien und Herzegowina) von der bosnisch-herzegowinischen Grenze bei Metković im Tal der Neretva den Fluss abwärts bis zur Einmündung in die Državna cesta D8 (Jadranska magistrala) bei Opuzen.
Die Länge der Straße beträgt nur 10,9 km.

## Geschichte
Während des Bestehens der SFR Jugoslawien trug die Straße die Nummer 10.